# Volta do mar
Volta do mar, volta do mar largo o volta do largo -la frase en portuguès significa literalment tant «volta del mar» com també «retorn del mar»- és el nom d'una maniobra de navegació marítima utilitzada en els llargs viatges oceànics, que es remunta a l'època dels descobriments portuguesos a la fi del segle xv. Aquesta tècnica consisteix en descriure un ampli arc per evitar la zona central de calma i aprofitar els vents i corrents permanents favorables que giren en sentit horari a l'hemisferi nord, i en sentit oposat a l'hemisferi sud, a causa de la circulació atmosfèrica i l'efecte de Coriolis -és el conegut gir de l'Atlàntic Nord-. Va ser un pas molt important en la navegació, ja que la comprensió dels vents i corrents en la era de la navegació a vela fou crucial per a l'èxit: el domini dels mars europeus mai no van ser establert fins que els europeus no van descobrir com funcionaven els alisis.

## Història

### Descobriments portuguesos a l'oceà Atlàntic
El nom de volta do mar va ser encunyat pels navegants portuguesos en l'època dels descobriments en l'oceà Atlàntic Nord, quan eren obligats, al seu retorn de les costes equatorials africanes, a endinsar-se cap al mar, evitant el mar dels Sargassos i guanyant l'Atlàntic central, per després rodejar-lo pel nord-est anant a creuar les aigües de les Açores. En aquests viatges el pilot havia de navegar cap a l'oest, intuïtivament en direcció equivocada, és a dir, allunyant-se més de Portugal per agafar els següents vents utilitzables i regressar a Europa.
La falta d'aquesta informació pot haver condemnat a l'expedició del segle xiii dels germans genovesos Ugolino i Vandino Vivaldi, que es dirigien cap al fins ara desconegut illes Canàries i es van perdre; una vegada allà, sense entendre el gir de l'Atlàntic i la volta do mar, haurien estat incapaços de vèncer la cenyida del estret de Gibraltar i el retorn a la llar.
La importància geoestratègica de les illes Açores, de l'Illa de l'Ascensió i d'altres illes oceàniques es va deure amb la necessitat de seguir la volta do mar... En el cas de l'Atlàntic Nord, no era possible navegar directament cap a les costes europees, per la qual cosa qualsevol vaixell procedent de l'hemisferi sud -incloent els que venien de tornada de l'Índia, la Xina i d'altres regions de l'Àsia, mitjançant el Cap de Bona Esperança o del Carib-, es veia obligat a creuar a l'alçada de les Açores o lleugerament al nord de les illes. Va ser aquest fet el que va fer de la ciutat de Angra do Heroísmo la 'universal escala del mar de ponent' (universal escala do mar ponent) en paraules de l'historiador Gaspar Fructuoso.
La descoberta d'aquesta tècnica va ser crucial per al retorn dels futurs descobriments: per exemple, Cristòfol Colom mai no hagués tornat d'Amèrica sense aplicar la volta do mar navegant a vela cap al nord des del Carib a través de les latituds del cavall per agafar les corrents i vents predominants de l'oest.

### Aplicació a l'oceà Pacífic: el galió de Manila

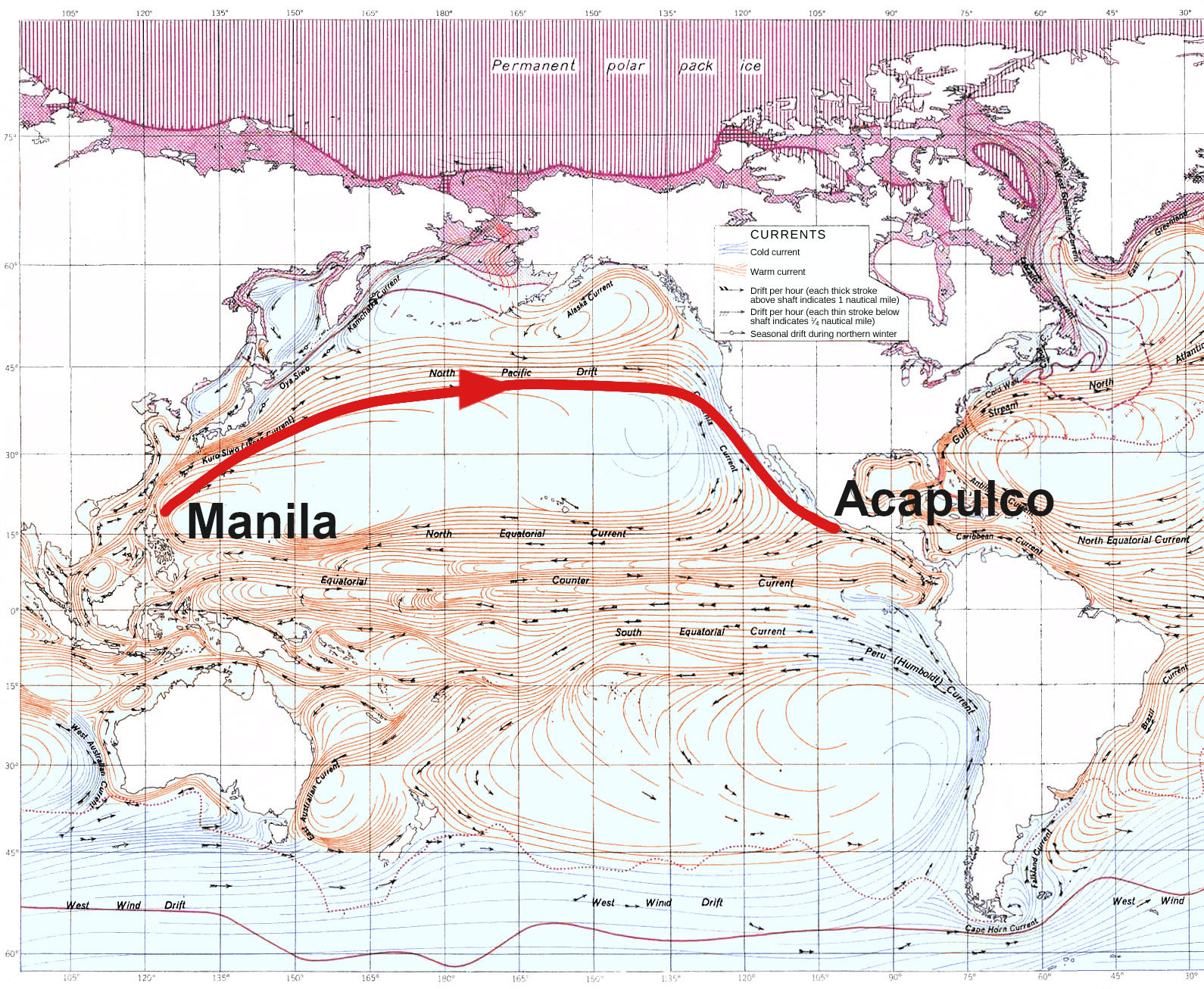
Ruta des de Manila a Acapulco, Andrés de Urdaneta.

La ruta del galió de Manila, des de Manila a Acapulco, depenia de l'aplicació amb èxit del fenomen de l'Atlàntic a l'oceà Pacífic: en descobrir el Gir del Pacífic Nord, els capitans dels galions de tornada havien d'arribar a les latituds del Japó abans de poder creuar l'oceà amb seguretat. La descoberta, en què es va basar el comerç del galió Manila-Acapulco, es va deure a l'espanyol Andrés de Urdaneta, que, navegant el 1565 un comboi a les ordres de Miguel López de Legazpi, va descobrir la ruta de tornada: la flota va ser separada pels vents, estant alguns vaixells dirigits en direcció sud, però Urdaneta va pensar que els alisis del Pacífic podrien girar com feia els de l'Atlàntic. Si a l'Atlàntic, els vaixells feien la volta do mar cap a l'oest per recollir els vents que els portarien de tornada de Madeira, aleshores, va raonar, navegant lluny cap al nord abans de dirigir-se a l'est, recolliria els alisis que el portarien de tornada a la costa oest d'Amèrica del Nord. Va creuar els 38 graus nord abans de girar a l'est i el seu pressentiment va donar els seus fruits, arribant a la costa a la vora de cap Mendocino, a Califòrnia, per, tot seguit, continuar la costa cap al sud fins a Acapulco. La major part de la seva tripulació va morir en el llarg viatge.